# Маляка, Сергей Иванович
Сергей Иванович Маляка (29 мая 1967 — 19 декабря 2012, Омск) — советский и российский футболист, нападающий, полузащитник.

## Биография
Воспитанник футбольной школы «Красная звезда» Омск, первый тренер Н. И. Пронякин. В первенстве СССР играл за «Иртыш» Омск в 1985 и 1988—1991 годах. В 1992—1993 годах играл в чемпионате Казахстана за «Целинник» Акмола. Вернувшись в Россию, играл во втором дивизионе за «Иртыш» (1994—1995), Сибирь (Курган) (1996), «Самотлор-XXI» Нижневартовск (1996—1998), «Сибиряк» Братск (1999).
В 2001 году был помощником судьи (лайнсменом) на Первенстве России среди клубов КФК.
Скончался 16 декабря 2012 года. Похоронен на Юго-Восточном кладбище Омска.

## Семья
Отец Маляка Иван Тихонович (8 июня 1938 — 28 сентября 2013, похоронен на Юго-Восточном кладбище Омска)
Сын Дмитрий (род. 15 января 1990) — футболист, полузащитник.